# Niels Fuglsang
Niels Fuglsang (ur. 29 czerwca 1985 w Kopenhadze) – duński polityk i politolog, poseł do Parlamentu Europejskiego IX i X kadencji.

## Życiorys
Na Uniwersytecie Kopenhaskim ukończył studia pierwszego i drugiego stopnia w zakresie politologii (2009, 2012). W międzyczasie kształcił się w Instytucie Nauk Politycznych w Paryżu. Podjął studia doktoranckie w Copenhagen Business School.
Działacz Socialdemokraterne, od 2010 współpracował z europosłem Danem Jørgensenem, w latach 2011–2013 jako doradca do spraw politycznych. W 2013 odpowiadał za kampanie duńskiego oddziału organizacji Greenpeace, zajął się też działalnością szkoleniową. Również w 2013 został etatowym pracownikiem socjaldemokratów jako specjalista do spraw kampanii wyborczych.
W wyborach w 2019 uzyskał mandat eurodeputowanego IX kadencji. Z powodzeniem ubiegał się o reelekcję w 2024.